# Sint-Jozefkapel (Blerick)
De Sint-Jozefkapel is een kapel in Blerick in de Nederlandse gemeente Venlo. De kapel staat in een parkachtige omgeving aan de Boekenderhofweg 5 ten zuiden van de hoeve Boekenderhof in de wijk Klingerberg in het noordwesten van het dorp.
De kapel is gewijd aan de heilige Jozef van Nazareth en is een gemeentelijk monument.

## Geschiedenis
Wanneer de kapel precies gebouwd werd is niet bekend. De ene bron spreekt van het midden van de 19e eeuw, terwijl een andere bron het jaartal 1907 aangeeft als datum waarop de kapel in gebruik werd genomen.
In 1977 werd de kapel gerestaureerd.

## Gebouw
De in neorenaissancestijl opgetrokken wit gestuukte kapel en wordt gedekt door een zadeldak met zwarte pannen. In de linker- en rechterzijgevel bevinden zich elk twee rondboogvensters met glas-in-lood. De frontgevel en achtergevel zijn een trapgevel waarbij er op de top van de frontgevel een metalen kruis geplaatst is. In de frontgevel bevindt zich de rondboogvormige toegang van de kapel die wordt afgesloten met een deur.
Van binnen is de kapel wit gestuukt, waarbij het tongewelf blauw geschilderd is. Tegen de achterwand is het houten altaar geplaatst dat aan de voorzijde drie witte reliëfs bevat, waarbij de middelste Jezus weergeeft en links en rechts een engel. Op het altaar staat een groot Jozefbeeld. Boven het altaar zijn links en recht van het Jozefbeeld gekleurde reliëfs opgehangen die twee engelen tonen.